# Битва у реки Меандр
Битва у реки Меа́ндр — сражение между армией крестоносцев во главе с королём Людовиком VII и войсками сельджуков Конийского султаната в 1147 году. Французская армия успешно отразила атаку сельджуков из засады у реки Меандр.

## Предыстория
Король Людовик VII возглавлял французскую крестоносную армию на пути из Европы через Малую Азию в Иерусалим. Он решил пройти вдоль побережья Малую Азию, поскольку поражение императора Конрада III и его армии в битве при Дорилее дало понять, что движение через внутренние районы Анатолии слишком опасно. В начале декабря 1147 года французская армия остановилась отдохнуть близ древнего города Эфеса, прежде чем продолжить путь через долину реки Меандр и выйти к порту Адалия.

## Битва
Турки напали из засады, когда крестоносцы попытались пересечь реку. Они использовали свою обычную тактику нападения, а затем быстро отступали, прежде чем враг смог перегруппироваться и контратаковать. Однако, ожидая нападения, Людовик VII разместил своих лучших рыцарей в авангарде и на флангах, не позволив туркам причинить серьезный урон. Турки понесли тяжелые потери и были вынуждены отступить в горы. Как позже писал Вильгельм Тирский, крестоносцам также удалось захватить в плен некоторое количество турок. Ни Вильгельм Тирский, ни Одон Дейльский не сообщают о потерях крестоносцев, хотя мы можем предположить, что они были небольшими, в частности, был убит лишь один дворянин, Мило Ножанский.

## Последствия
Это победа оказалось недостаточно, чтобы остановить турецкие атаки. Через несколько дней после битвы на реке Меандр французская армия потерпела сокрушительное поражение в битве на горе Кадмус.